# Le Grand Calumet
Le Grand Calumet est la vingt-cinquième histoire de la série Jerry Spring de Jijé. Elle est publiée pour la première fois du no 2043 au no 2061 du journal Spirou. Puis est publiée sous forme d'album en 1978.

### Documentation
- Jean Léturgie, « Le Grand Calumet », Schtroumpfanzine, no 25,‎ décembre 1978, p. 25.